# Монтайоне
Монтайоне (італ. Montaione) — муніципалітет в Італії, у регіоні Тоскана,  метрополійне місто Флоренція.
Монтайоне розташоване на відстані близько 230 км на північний захід від Рима, 38 км на південний захід від Флоренції.
Населення — 3729 осіб (2014).

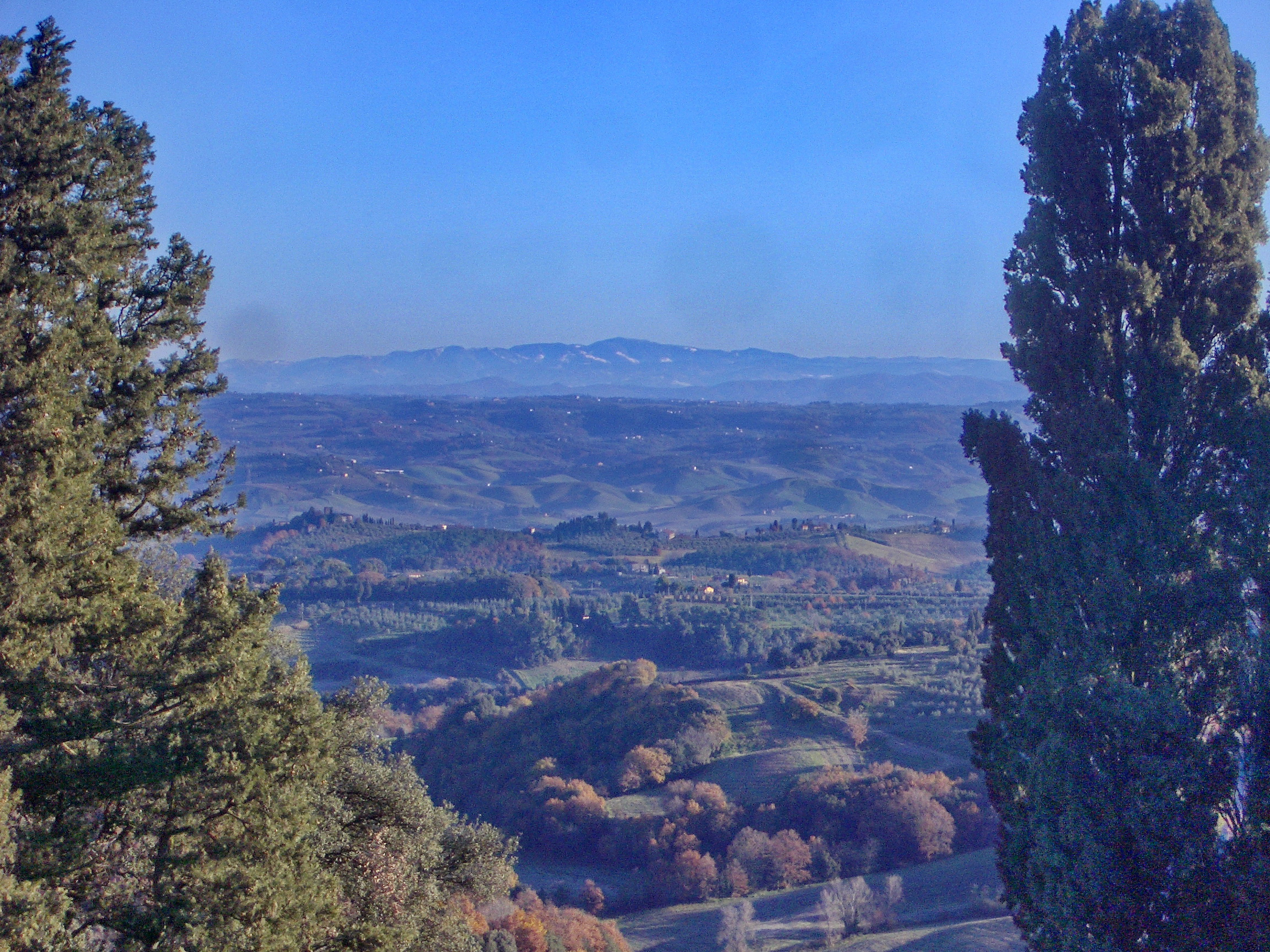

Щорічний фестиваль відбувається 3 травня. 

## Демографія
Населення за роками:

Станом на 1 січня 2023 року в муніципалітеті офіційно проживало 313 іноземців з 48 країн, серед них 92 громадяни країн Євросоюзу та 4 громадяни України.

## Сусідні муніципалітети
- Кастельфьорентіно
- Гамбассі-Терме
- Палая
- Печчолі
- Сан-Мініато
- Вольтерра

## Галерея зображень

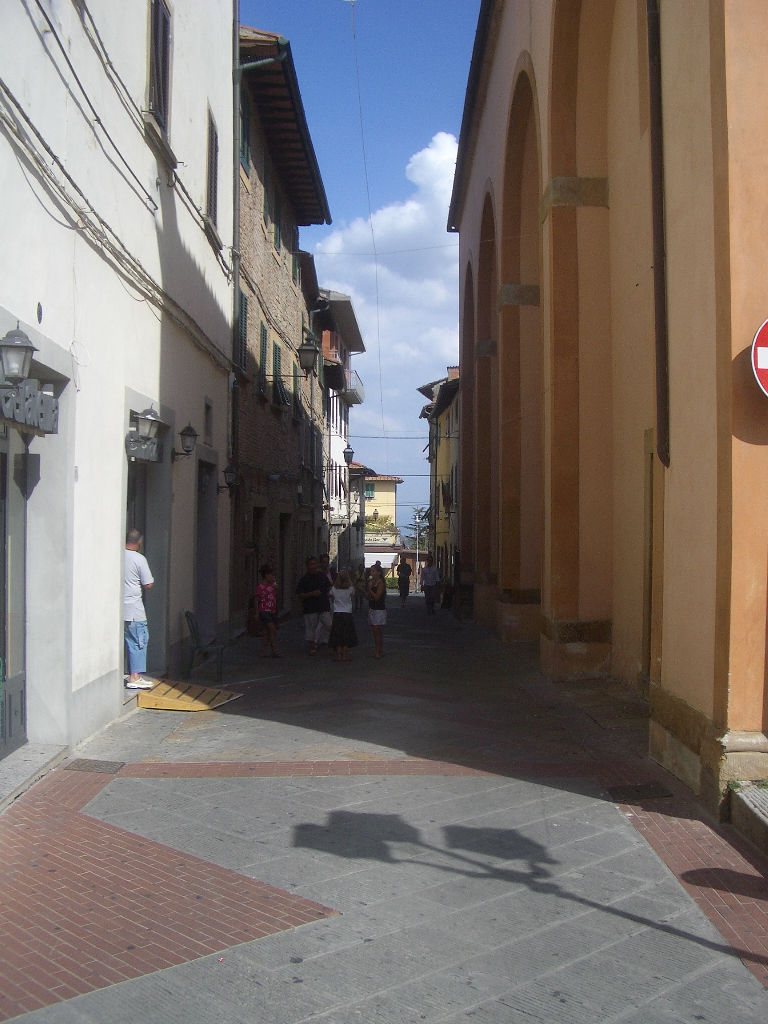
via Roma
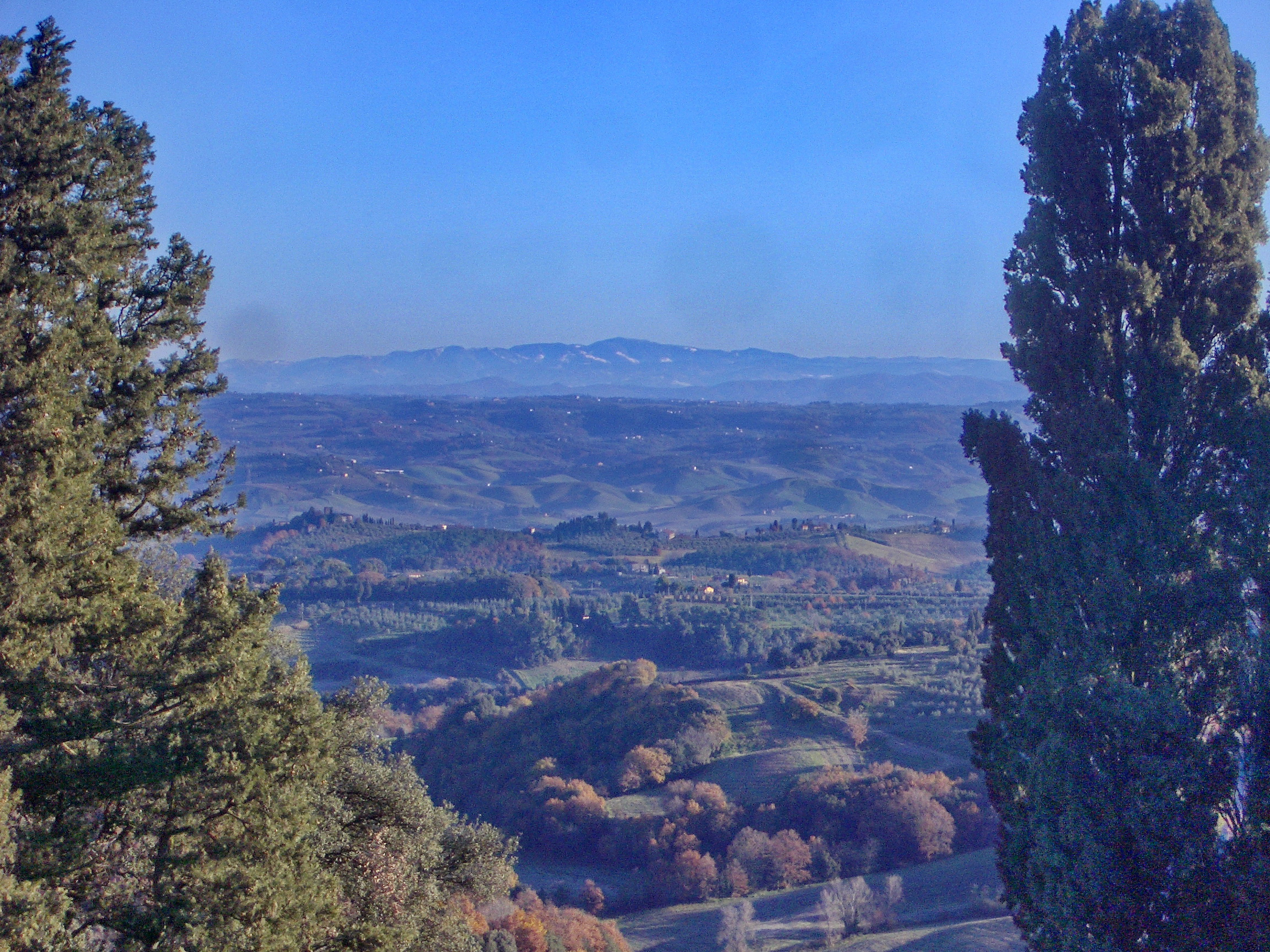
La Valdelsa tra Castelfiorentino e Certaldo vista dal castello di Figline
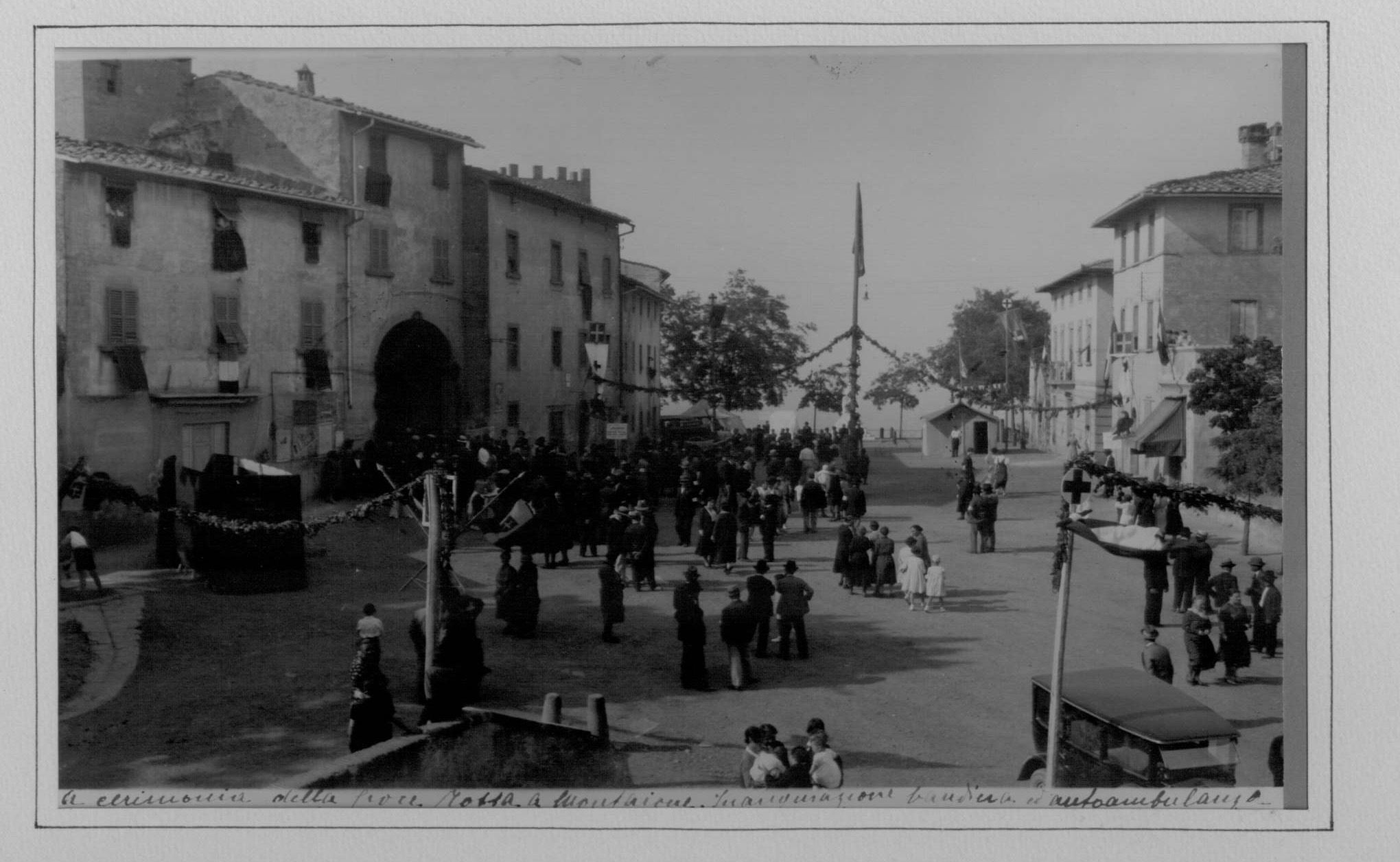
Piazza Cavour nel 1927, in occasione dell'inaugurazione della prima ambulanza a motore, dono del conte Nardi-Dei
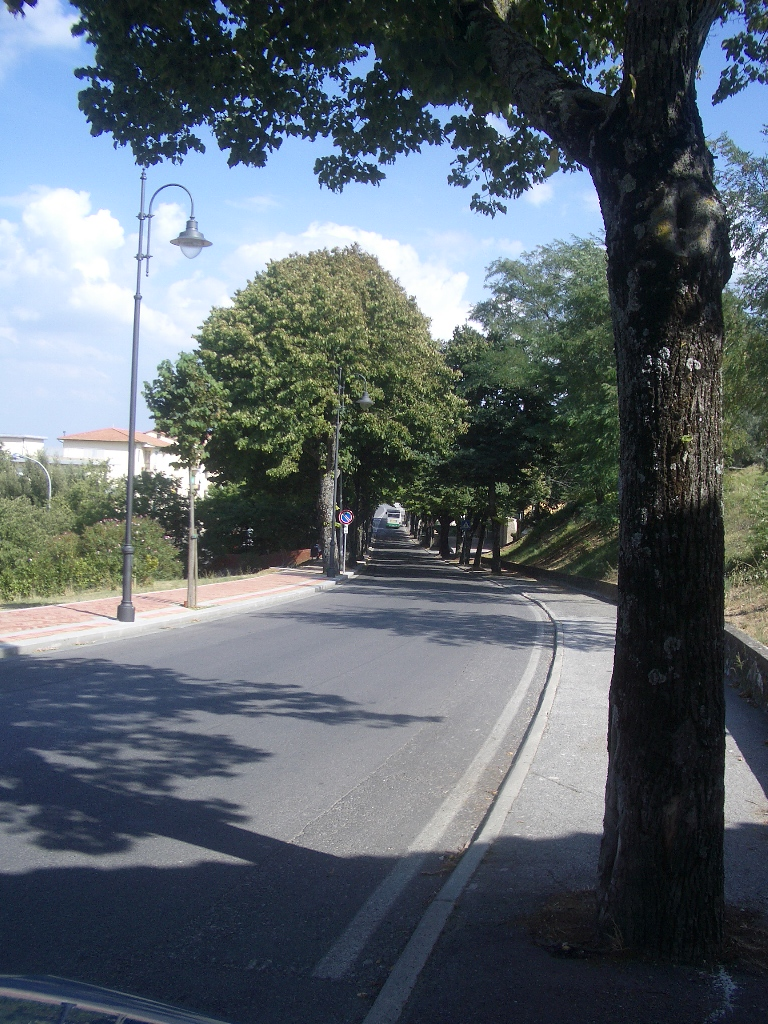
Viale da Filicaja